# Bolsjefabrikken
Bolsjefabrikken er en forening, der driver et (tidligere to) brugerstyret kulturhus i København. Bolsjefabrikken lægger lokaler til forskellige kulturelle arrangementer såsom koncerter, udstillinger, debatter og folkekøkken.

## Aktiviteter
På Ragnhildgade 1, på Ydre Nørrebro, findes blandt andet koncertsal, medieværksteder, øvelokaler for teatergrupper og yoga. 

## Tidligere adresser
På Lærkevej 1 i Nordvestkvarteret, (2009-2013) fandtes blandt andet cafe, folkekøkken, galleri, biograf, bibliotek, cykelværksted, systue, medieværksted, musik-øverum og silketrykværksted.

## Historie
Bolsjefabrikken blev oprettet i 2008 i nogle nedlagte fabriksbygninger fra Nørregade Bolcher på Glentevej i Nordvest. I 2009 fik bygningerne ny ejer, og Bolsjefabrikken flyttede til et nedlagt VVS-værksted på Lærkevej 11. I begyndelsen af 2010 blev Bolsjefabrikken udvidet med en nedlagt smedje i Ragnhildgade .